# Вулиця Січових стрільців (Хмельницький)
Ву́лиця Січови́х стрільці́в — вулиця у мікрорайоні Озерна в місті Хмельницький. Здана в експлуатацію 2020 року. Пролягає від вулиці Панаса Мирного до Старокостянтинівського шосе.

## Історія вулиці

### 2014
24 грудня 2014 року рішенням Хмельницької міської ради внесено зміни до реєстру вулиць міста — додано вулицю Січових стрільців.

### 2015
7 квітня 2015 року вздовж майбутньої дороги висаджено 14 берізок. Кожна берізка символізує місто-побратим Хмельницького.
25 квітня того ж року відбулося її офіційне відкриття в рамках проведення екофестивалю.

### 2019
У квітні 2019 розпочалося укладання першого з трьох шарів асфальтобетону.
|  | Відновили будівництво нової чотирисмугової дороги на вулиці Січових стрільців. Вже збудували усі мережі, усю основу. Укладаємо перший з трьох шарів асфальтбетону |

 — повідомив міський голова Хмельницького Олександр Симчишин

### 2020
Станом на червень 2020 року на завершальному етапі знаходилося виконання робіт з будівництва нової магістральної дороги, яка буде з чотирма смугами руху, двостороннім тротуаром, острівцями безпеки, зеленими насадженнями, заїзними кишенями для громадського транспорту та з сучасним зовнішнім освітленням.

В кінці липня відбулося облаштування зупинки громадського транспорту «вул. Січових стрільців» (напрямок руху з міста). Рух вулицею відкритий 23 вересня 2020 року.